# روبرت لورد (كاتب)
روبرت لورد (بالإنجليزية: Robert Lord)‏ هو كاتب نيوزلندي، ولد في 18 يوليو 1945 في روتوروا في نيوزيلندا، وتوفي في 7 يناير 1992 في دنيدن في نيوزيلندا.